# 14. Kavallerie-Brigade (Deutsches Kaiserreich)
Die 14. Kavallerie-Brigade war ein Großverband der Preußischen Armee.

## Geschichte
Die 14. Kavallerie-Brigade wurde am 5. November 1816 als Kavallerie-Brigade der Truppen-Brigade in Trier aufgestellt, am 5. September 1818 Kavallerie-Brigade der 14. Division und am 22. Dezember 1819 in 14. Kavallerie-Brigade und abermals am 8. Mai 1918 in Kavallerie-Schützen-Kommando 14 umbenannt. Bis zum Ausbruch des Ersten Weltkrieges war sie Teil der 14. Division mit Sitz in Düsseldorf, die dem VII. Armee-Korps in Münster zugeordnet war. Mit Kriegsbeginn wurde sie Teil der 9. Kavallerie-Division  welche dem Höheren Kavallerie-Kommando Nr. 2, befehligt von General Georg von der Marwitz unterstand. Ab dem 23. Februar 1918 gehörte sie bis zum Ende des Krieges zur Garde-Kavallerie-Division.

### Gliederung
- 1820 bis 1849

Husaren-Regiment „Kaiser Nikolaus II. von Russland“ (1. Westfälisches) Nr. 8 und Westfälisches Ulanen-Regiment Nr. 5
- 1850

2. Westfälisches Husaren-Regiment Nr. 11 und 8. Ulanen-Regiment
- 1851

11. Husaren-Regiment und 5. Ulanen-Regiment
- 1852 bis 1866

2. Westfälisches Husaren-Regiment Nr.11, Westfälisches Ulanen-Regiment Nr.5, 11. Landwehr-Husaren-Regiment, 5. Landwehr-Ulanen-Regiment
- 1867

Husaren-Regiment „Königin Wilhelmina der Niederlande“ (Hannoversches) Nr. 15,
Westfälisches Ulanen-Regiment Nr.5, 11. Landwehr-Husaren-Regiment, 5. Landwehr-Ulanen-Regiment
- 1868 bis 1869

Wie vor, ohne Landwehr-Regimenter
- 1871 bis 1914

Wie 1820 bis 1849, zusätzlich Kürassier-Regiment „Kaiser Nikolaus I. von Russland“ (Brandenburgisches) Nr. 6  und  Ulanen-Regiment Nr. 3
- Kriegsgliederung bei Mobilmachung

Wie vor
- Kriegsgliederung am 7. Mai 1918

Wie vor, zusätzlich Westfälisches Ulanen-Regiment Nr. 5

### Deutscher Krieg 1866
Im Krieg Preußens gegen das Kaisertum Österreich nahm die Brigade an den Kämpfen teil und erlitt nur geringe Verluste (Offiziere, 5 Mannschaften).

### Deutsch-Französischer Krieg 1870/1871
Am 16. August 1870 wurde der Kommandeur der 14. Kavallerie-Brigade, General Otto von Diepenbroick-Grüter in der Schlacht bei Vionville so schwer verwundet, dass er am 30. September 1870 seinen schweren Verletzungen erlag.
Der Verlust der 14. Brigade betrug am 13. Dezember 1870 4 getötete und 4 verletzte Soldaten
Für die Dauer des Deutsch-Französischen Krieges musste die Brigade das Rheinische Kürassier-Regiment Nr. 8 an die  6. mobile Kavallerie-Brigade abgeben.

### Erster Weltkrieg
Die Brigade kämpfte im Verband der 9. Kavallerie-Division bis Anfang November 1914 an der Westfront, wurde an die Ostfront verlegt und nahm dort bis zum Kriegsende an den schweren Kämpfen teil. Zu den Kampfhandlungen, Gefechten und Schlachten siehe Kampfgeschehen der 9. Kavallerie-Division.

### Brigadekommandeure
| Name                                               | Datum                                                                                              |
| -------------------------------------------------- | -------------------------------------------------------------------------------------------------- |
| Theodor Ernst von Eicke                            | 20. August 1816 bis 2. April 1820                                                                  |
| Friedrich Ferdinand Alexander zu Dohna-Schlobitten | 3. April 1820 bis 29. März 1832                                                                    |
| Karl von Klinckowstroem                            | 30. März 1832 bis 29. März 1837                                                                    |
| Ulrich von Barner                                  | 30. März 1837 bis 6. April 1842                                                                    |
| Karl von Strantz                                   | 7. April 1842 bis 22. Mai 1845                                                                     |
| Karl von Ledebur                                   | 23. Mai 1845 bis 14. April 1852                                                                    |
| Leopold von Arnim                                  | 15. April 1852 bis 31. Mai 1856                                                                    |
| Dietrich Karl Heinrich von Sobbe                   | 1. Juni 1856 bis 11. Januar 1858                                                                   |
| Wilhelm Richard Moritz von Meyerinck               | 12. Januar 1858 bis 12. April 1861                                                                 |
| Karl Geyr von Schweppenburg                        | 13. April 1861 bis 3. September 1864                                                               |
| Karl Friedrich von der Goltz                       | 4. September 1864 bis 29. Oktober 1866                                                             |
| Georg von der Groeben                              | 30. Oktober 1866 bis 23. Mai 1871                                                                  |
| Otto von Diepenbroick-Grüter                       | Mitte Juli 1870 bis 26. August 1870, verwundet in der Schlacht bei Vionville, † 30. September 1870 |
| Heinrich von Hessen und bei Rhein                  | 23. Mai 1871 bis 1. Januar 1876                                                                    |
| Friedrich Wilhelm von Rauch                        | 2. Januar 1876 bis 20. November 1882                                                               |
| Maximilian von Versen                              | 21. November 1882 bis 11. Juli 1884                                                                |
| Eugen von Ostau                                    | 12. Juli 1884 bis 3. Dezember 1888                                                                 |
| Hans von Lenke                                     | 4. Dezember 1888 bis 26. Januar 1892                                                               |
| Alfred von Sick                                    | 27. Januar 1892 bis 16. Mai 1893                                                                   |
| Konstantin von Bayer-Ehrenberg                     | 17. Mai 1893 bis 16. April 1897                                                                    |
| Helmuth von Hardenberg                             | 17. April 1897 bis 14. Juni 1898                                                                   |
| Karl Freiherr von Langermann und Erlenkamp         | 15. Juni 1898 bis 17. April 1903                                                                   |
| Benno von Mechow                                   | 18. April 1903 bis 23. April 1904                                                                  |
| Arthur von Manteuffel                              | 24. April 1904 bis 23. März 1908                                                                   |
| Ferdinand von Hahn                                 | 24. März 1908 bis 18. Juni 1909                                                                    |
| Dietrich von Trotha                                | 19. Juni 1909 bis 14. Februar 1910                                                                 |
| Karl von der Decken                                | 15. Februar 1910 bis 6. April 1913                                                                 |
| Wilhelm Konrad Hans von Heuduck                    | 7. April 1913 bis 19. August 1915                                                                  |
| Heinrich von Bodelschwingh                         | 20. August 1915 bis 7. Mai 1918                                                                    |
| Hugo von Kayser                                    | 8. Mai 1918 bis 20. September 1918                                                                 |
| Heinrich Deetjen                                   | 21. September 1918 bis Kriegsende                                                                  |
| Ewald von Koß                                      | 1919 (Demobilisierung)                                                                             |